# Pozuelo de la Orden
Pozuelo de la Orden est une commune de la province de Valladolid dans la communauté autonome de Castille-et-León en Espagne.

## Sites et patrimoine
Les édifices les plus caractéristiques de la commune sont :
- Église Saint-Thomas (Santo Tomás) ;
- Chapelle Santa Ana.

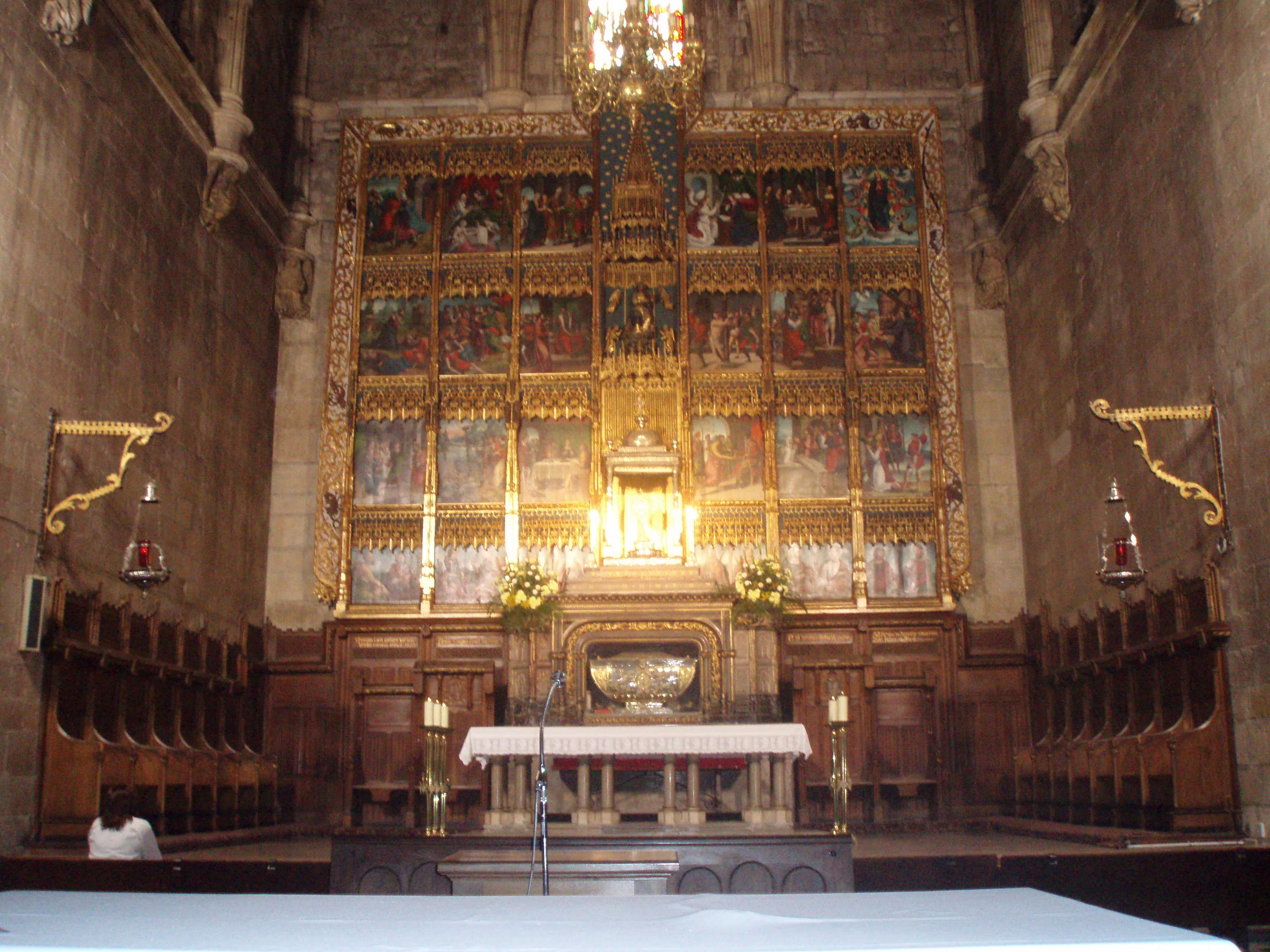
Retable majeur de l'église Saint-Thomas, déplacé en 1920 dans la Basilique de San Isidoro de León, formé de 24 tableaux peints par Lorenzo de Ávila, Antonio Vázquez et Andrés de Melgar.